# Casa montañesa

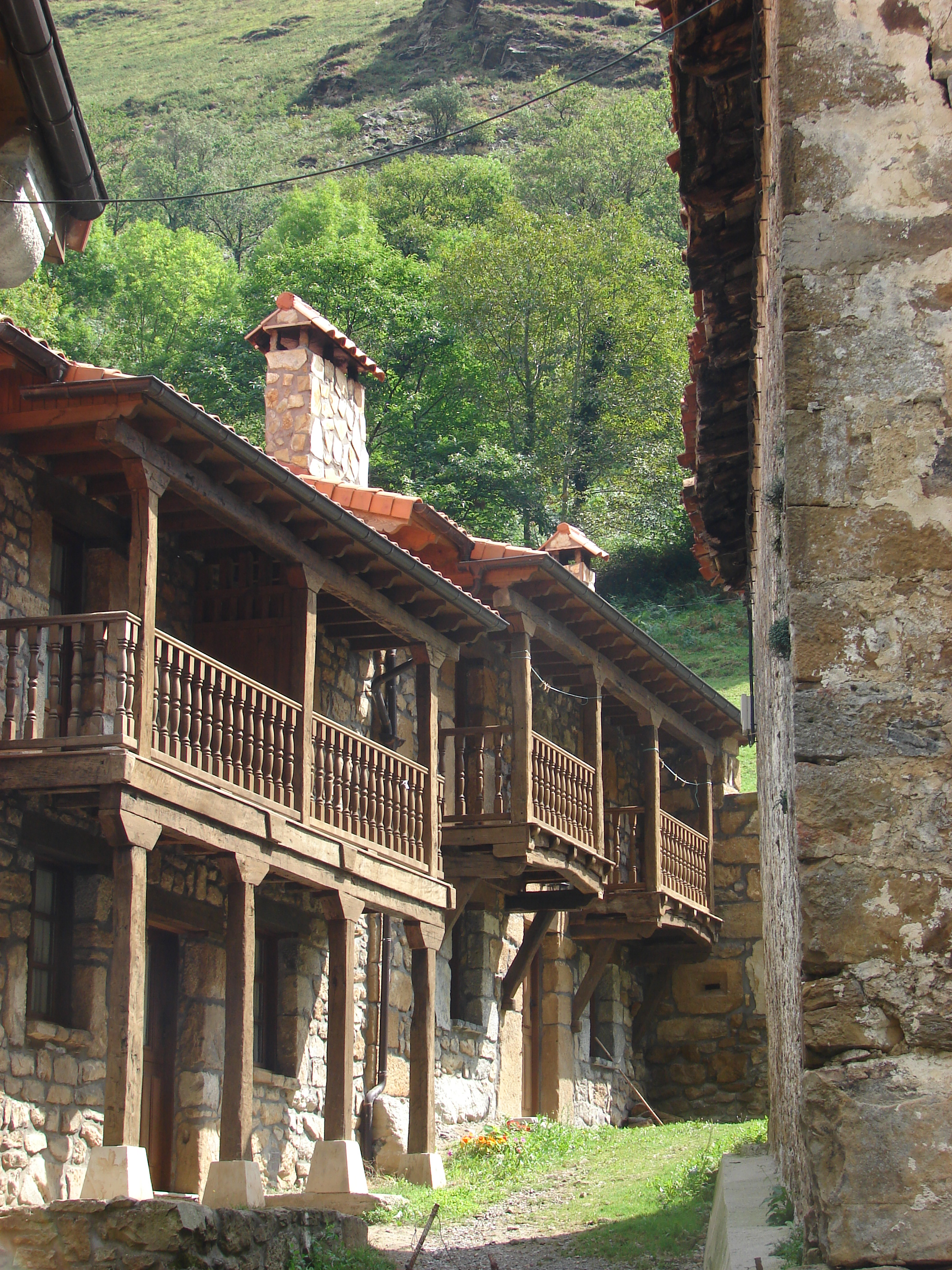
Casas tradicionales cántabras en Asón (Soba). Se puede apreciar el balcón o solana cubierto por un alero prolongado.

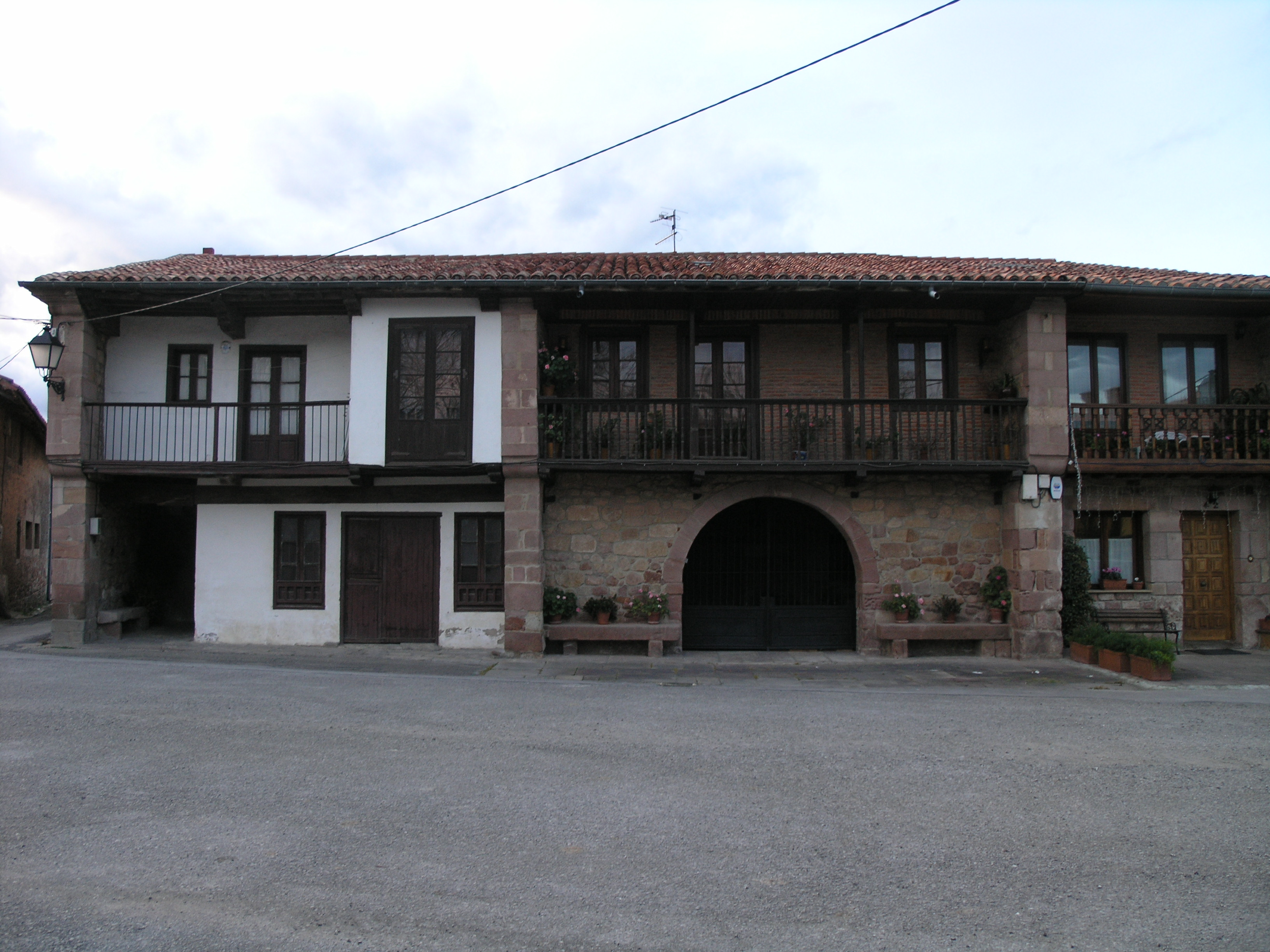
Casas montañesas entre medianeras en Viérnoles. Se puede apreciar los muros de sillería, llamados cortafuegos, sobre los que se apoya la solana y que enmarcan un soportal o estragal.

El tipo denominado como casa montañesa, es una forma de construcción tradicional propia de La Montaña y extendida por toda la comunidad autónoma de Cantabria, así 
como por el oriente de Asturias y el norte de Castilla y León, en el norte de España.
Tuvo su origen en los siglos XVI, XVII y XVIII, adquiriendo su mayor difusión a finales del siglo XIX y primer tercio del XX. Durante este última periodo, con el arquitecto Leonardo Rucabado, se populariza en Cantabria este tipo de arquitectura regionalista, determinada por la evocación historicista de la arquitectura montañesa de los siglos pasados. Esta corriente continuaría luego con su discípulo Javier González de Riancho.

## Características
Este tipo de casa rural tradicional es la más característica de Cantabria. En ella destaca la fachada sur, abierta al sol y a la luz, mientras que las demás ofrecen gruesos muros de mampostería tosca. Las esquinas suelen ser de sillares con recercado en todos los vanos. La entrada se hace a través de un portalón de uno o dos arcos, con profundidad suficiente para dar cobijo al carro, aperos y leña, dando paso al estragal, a partir del cual se distribuye cocina (aunque a veces esta va en la segunda planta), cuadra, bodega, despensa y escalera al piso superior. En algunas zonas, existen patines para acceder directamente desde el exterior a la planta superior.
En esta planta están los dormitorios, de los cuales los dos principales, además de la sala central, dan a la solana. A ello hay que añadir el tascón o pajar. Los tabiques interiores originalmente suelen ser de madera, aunque en épocas recientes se han ido sustituyendo por ladrillo.
La solana es el elemento más típico de esta construcción. Se trata de un balcón corrido con barandilla de madera protegido de los vientos y lluvia por los muros laterales que vuelan a la par, a modo de resaltos pétreos del paño de la fábrica de la fachada, para dar sostén a una alero muy saliente, estando rematados en su parte inferior con una moldura a modo de ménsula que adopta generalmente la forma de talón.
En su parte superior, estos muros suelen estar rematados por unas molduras toscas pero de perfiles clásicos, sirviendo de apoyo a las vigas de borde como sujeción de los canes que configuran el alero. La madera, que lleva labores de talla y torno, suele estar pintada de marrón oscuro.